# Александар Рукавишњиков
Александар Јулијанович Рукавишњиков (рус. Александр Иулианович Рукавишников; Москва, 2. октобар 1950) руски је академски вајар. Он је члан Руске академије уметности, професор вајарства, мајстор монументалних композиција и скулптурних портрета.

## Биографија
Рођен је у породици вајара Јулијана Рукавишњикова (1922—2000) и А. Н. Филипове, такође вајарке (1923—1988). Године 1974. је са одличном оценом дипломирао на Московском уметничком институту В. И. Сурикова (у класи Л. Е. Кербеља). За дипломски рад „Северни рибар” добио је диплому са одличном оценом.
Године 1984. добио је звање „Заслужни уметник Руске Совјетске Федеративне Републике”. Од 1993. године управник је катедре скулптуре у Московском уметничком институту В. И. Сурикова. Од 1997. године изабран је за сталног члана Руске академије уметности.
Стални је учесник сверуских и међународних уметничких изложби. Његове ауторске изложбе одржаване су у Централном дому уметника и у салама Руске академије уметности у Москви, у Музеју савремене уметности Насау (САД), у Галерији Дилеман (Белгија) и у другим музејима и изложбеним просторима широм света.
Године 2012. отворена је Радионица Александра Рукавишњикова у месту Земљаниј Вал. Живи и ради у Москви.

## Награде
- Сретењски орден првог степена (15. фебруар 2021)[4]
- Орден италијанске звезде степена кавалира (9. септембар 2021)[5]
- Орден Александра Невског, Русија, (2022)[6]

## Галерија
- Споменик Стефану Немањи у Београду